# Distretto di Ouled Djellal
Il distretto di Ouled Djellal è un distretto della provincia omonima, in Algeria, con capoluogo Ouled Djellal.